# Yayati
Yayati was een mythische Chakravartin Samrat (universele monarch) van de Paurava's, die voorkomt in het hindoeïstische epos Mahabharata en de Bhagavata Purana. Hij was de zoon van Nahusha en Ashokasundari, de dochter van Shiva en Parvati. Hij had vijf broers en was getrouwd met Devayani en Sarmishta. Yayati had bij hen vijf zonen en een dochter. Yayati was een voorouder van de Pandava's.
Zijn vader Nahusha was de zoon van Ayus, de zoon van Pururavas, de zoon van Boedha (en Ila, Manu's dochter), de zoon van Chandra (de maan), de zoon van Atri, de zoon van Brahma.
Yayati's broers Yati, Samyati, Ayati, Viyati en Kruti waren zonen van Virajas, de dochter van de Pitri's.
Volgens het verhaal hielp de opperkoning en kshatriya (krijger) Devayani uit een put, waarin ze door Sarmishta was geduwd. Devayani had als dochter van Sukracharya, de leraar van de Asura's ruzie gekregen met Sarmishta, de dochter van Vrishparva, de koning van de Asura's. Volgens oud gebruik moest Yayati, nu hij haar bij de rechterhand had gevat, met Devayani trouwen, al was ze van een hogere kaste. 
Om de ruzie bij te leggen werd Sarmishta ertoe veroordeeld in de toekomst dienst te doen als Devayani's dienstmeid. Toen Yayati echter ook Sarmishta tot vrouw nam ontstond een probleem. Yayati werd gestraft met een vroege ouderdom, waarvan hij enkel verlost kon worden als een van zijn vijf zonen de straf op zich wilde nemen. Dat wilde alleen de jongste zoon, Puru. Yayati hield het na enige tijd de jeugd te hebben genoten weer voor gezien en wisselde opnieuw van plaats met Puru, die nu ook het koninkrijk mocht regeren.
Yayati had vijf zonen: Yadu, Turvashu (Yavana, Yona), Anu, Druhyu en Puru. Van Yavana stammen de Yavana's, die een Yavana koninkrijk stichtten. Ze worden in de Indiase mythologie met Grieken (Ioniërs) geïdentificeerd, die naar het westen trokken. Yadu en Turvashu waren de twee zonen die Yayati bij Devayani had, Madhavi was hun dochter. Anu, Druhyu en Puru had Yayati bij zijn vrouw Sarmishta. Van Anu stamden de Tushara's (Tukhara's) af. 